# Corynura rubella
Corynura rubella är en biart som först beskrevs av Alexander Henry Haliday 1836.  Corynura rubella ingår i släktet Corynura och familjen vägbin. Inga underarter finns listade i Catalogue of Life.